# Ángel Tavira
Ángel Tavira Maldonado (3 juillet 1924, Corral Falso, Guerrero - 30 juin 2008, Mexico) est un compositeur, musicien et violoniste mexicain. Il est récompensé du prix d'interprétation masculine dans le palmarès Un certain regard au festival de Cannes 2006 pour le film Le Violon. 